# Bahnhof Wuppertal-Küllenhahn

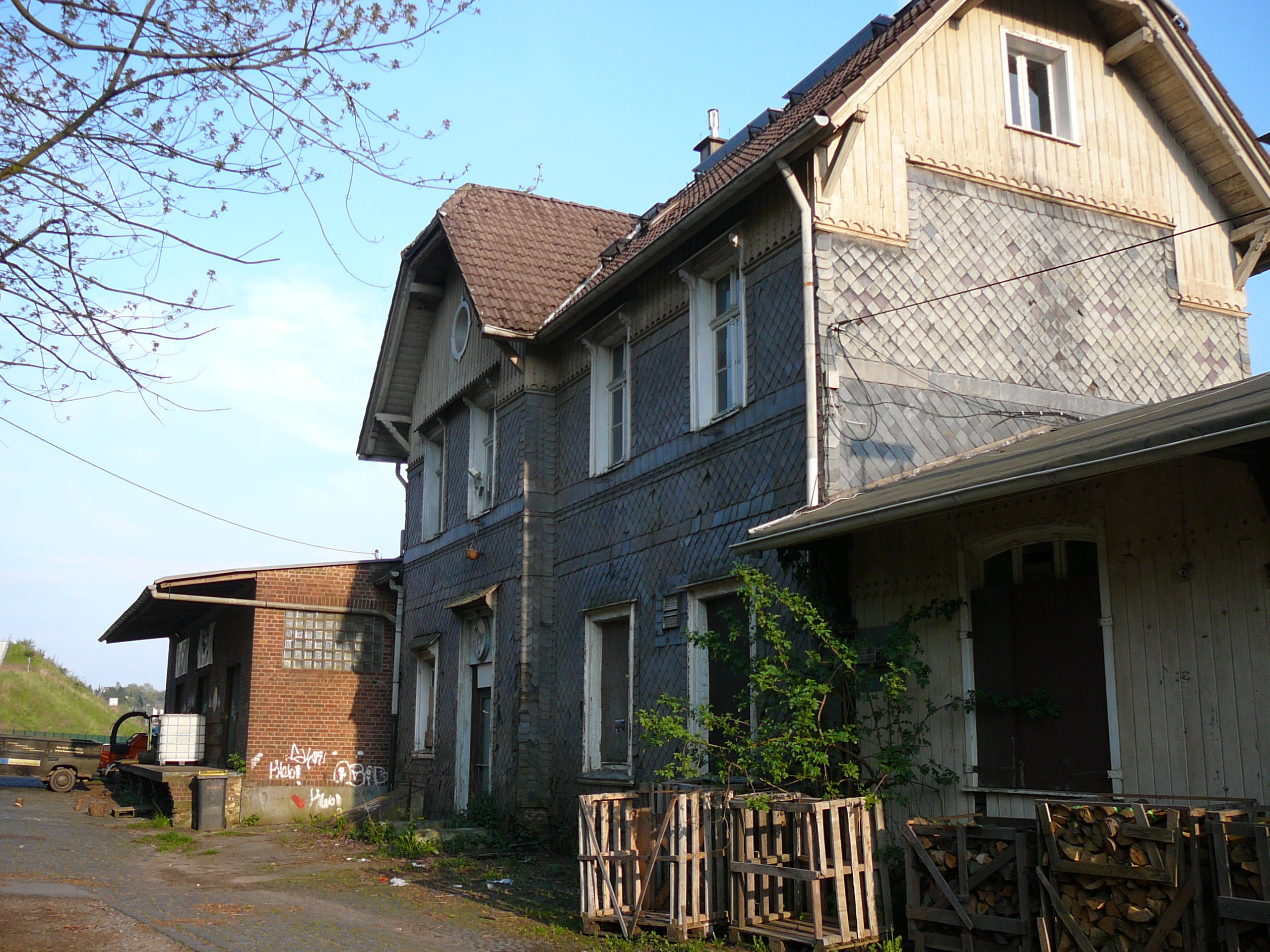
Fassade zur Straße

Der Bahnhof Wuppertal-Küllenhahn (kurz: Küllenhahner Bahnhof) ist ein historischer Bahnhof in Wuppertal. Das Empfangsgebäude liegt im Stadtteil Cronenberg im Ortsteil Küllenhahn und befindet sich an der am 1. April 1891 eröffneten und 1988 stillgelegten Bahnstrecke Wuppertal-Steinbeck–Wuppertal-Cronenberg („Burgholzbahn“ oder „Cronenberger Samba“).

## Geschichte
Der Bahnhof wurde von der Bergisch-Märkischen Eisenbahn-Gesellschaft am 1897 unter dem Namen Küllenhahn eröffnet und war seinerzeit der Zwischenbahnhof an der Strecke. Anfang 1950er Jahre wurde er in Wuppertal-Küllenhahn umbenannt. Die Stückgutabfertigung wurde von der Deutschen Bahn schon Anfang der 1970er Jahre eingestellt. Bis zur Stilllegung wurde ein Schrotthändler, der am Bahnhofsgebäude ansässig war, regelmäßig mit Güterzügen bedient.
Die schieferverkleideten Fachwerkkonstruktion befindet sich heute in Privateigentum und ist seit dem 6. Januar 1992 als Baudenkmal eingetragen, befindet sich aber in einem deutlich sichtbaren schlechten Zustand. Da das Gebäude vom Echten Hausschwamm befallen ist und eine Sanierung bei veranschlagten Kosten von etwa 1,5 Mio. EUR wirtschaftlich nicht vertretbar ist, droht ein Abriss. Wegen der Schäden und der wirtschaftlich nicht vertretbaren Sanierungskosten wurde das Gebäude wieder von der Denkmalliste gestrichen. Die Eigentümer haben im Sommer 2015 den Abriss beantragt. Der Abriss ist aber bis 2020 nicht erfolgt.
Der Abriss ist nun für Anfang 2024 geplant.